# Sergio Marcos
Sergio Marcos González (Sacedón, 3 febbraio 1992) è un calciatore spagnolo, centrocampista dell'Alcalá.

## Caratteristiche tecniche
È un centrocampista centrale adattabile anche ad esterno destro.